# 탈린 시청사

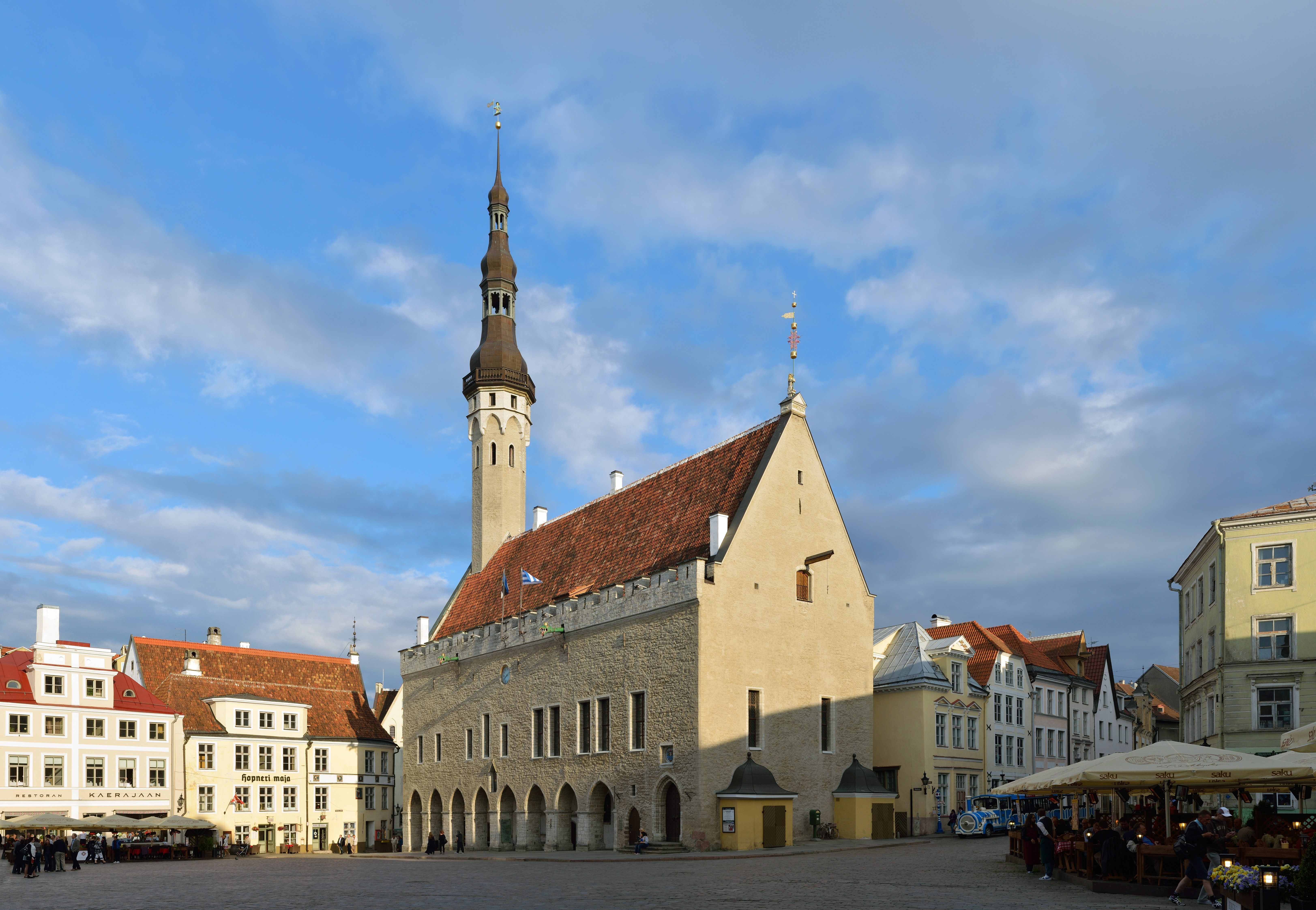
탈린 시청사

탈린 시청사(에스토니아어: Tallinna raekoda)는 에스토니아 탈린 구시가지에 있는 시청 건물으로, 시청광장 옆에 있다. 이 건물의 길이가 36.8 미터 (121 ft)다. 서쪽 벽의 길이는 14.5 미터 (48 ft)이고 동쪽 벽의 길이는 15.2 미터 (50 ft)다.